# Pão branco

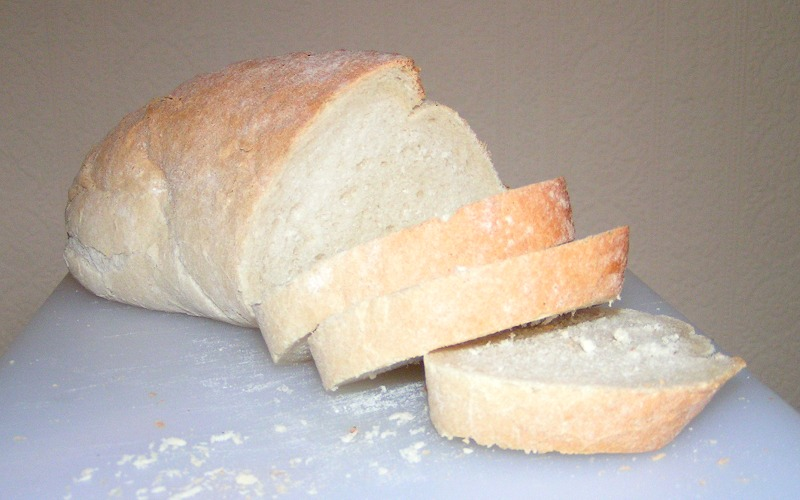
Pão branco fatiado.

O pão branco é um pão feito com farinha de trigo refinada, ou seja, do qual foi retirado o farelo (resultado da trituração das camadas mais externas do grão) e, muitas vezes, também o gérmen do cereal, em contraste com o pão de trigo integral feito com toda a farinha de trigo, em que estas peças estão à esquerda e contribuir para a cor acastanhada.
A farinha de trigo é chamada de farinha branca e geralmente é branqueada com melhoradores de pão. Desta forma, o prazo de validade é aumentado e a cor amarelada é eliminada e suas propriedades de cozimento tornam-se mais previsíveis.
Difere do pão integral porque a farinha com que é feito (farinha de trigo) retém o farelo e o germe.
Dentre as propriedades nutricionais do pão branco, destaca-se a ausência de colesterol. Também fornece mais energia do que o pão de trigo integral e contém menos gordura por porção.
O pão branco continua a ser o mais comum em nossas mesas, apesar do impulso cada vez maior do trigo integral. As razões podem ser que normalmente custa menos que o integral, dura mais tempo (o que nos permite deixá-lo para outro dia se necessário) e também que a farinha branca é a que estamos mais habituados a ver.
Embora se diga que o pão branco é pior do que o trigo integral, a verdade é que ele também tem propriedades saudáveis. Por exemplo, um estudo recente descobriu que o pão branco promove o crescimento da flora intestinal, a bactéria “boa” que nos ajuda a proteger de doenças.
Nos Estados Unidos, os consumidores às vezes se referem ao pão branco como pão de sanduíche.

## Críticas
O pão branco é frequentemente criticado por ser menos nutritivo do que outros pães. Algumas das vitaminas do próprio trigo são removidas junto com o germe. A maioria dos pães brancos comerciais contém pouca fibra alimentar em comparação com o pão que inclui farelo, que não contribui para o trânsito intestinal adequado.